# FADL's Forlag
FADL's Forlag er et dansk lærebogsforlag, der primært udgiver sundhedsfaglige bøger på dansk til studerende og færdiguddannede. Forlaget er stiftet i 1962 og er et aktieselskab ejet primært af hovedaktionærerne i Foreningen af Danske Lægestuderendes københavnske lokalforening i København samt hovedforening. Forlaget har for nuværende hovedsæde på Nørrebro efter en flytning fra Roskilde. 
Forlaget beskæftiger 5-9 medarbejdere og har omkring 30 årlige udgivelser. Forlagets udgivelsesprofil er især rettet til lægeuddannelsen og sygeplejestudiet, hvor forlaget har en betydelig markedsandel af danske lærebøger, men der er også udgivelser rettet til færdiguddannede sundhedsfaglige. Desuden udgiver forlaget titler henvendt til ikke-sundhedsfaglige, primært i form af populærvidenskabelige udgivelser.

## Medlemskaber
- Danske Forlag
- Danske Undervisningsforlag
- Rettighedsalliancen